# Лівада (Петрештій-де-Жос, Клуж)
Лівада (рум. Livada) — село у повіті Клуж в Румунії. Входить до складу комуни Петрештій-де-Жос.
Село розташоване на відстані 307 км на північний захід від Бухареста, 23 км на південь від Клуж-Напоки.

## Населення
За даними перепису населення 2002 року у селі проживали 223 особи. Рідною мовою 221 особа (99,1%) назвала румунську.
Національний склад населення села:
| Національність | Кількість осіб | Відсоток |
| -------------- | -------------- | -------- |
| румуни         | 207            | 92,8%    |
| цигани         | 14             | 6,3%     |